# Samorogouan
Samorogouan è un dipartimento del Burkina Faso classificato come comune, situato nella Provincia di Kénédougou, facente parte della Regione degli Alti Bacini.
Il dipartimento si compone del capoluogo e di altri 16 villaggi: Banakoro, Djegouan, Fankara, Karna, Kongolikoro, Korkorla, Nablodiassa, N'dana, N'gana, Sana, Sikorla-Dierikandougou, Sokoro, Sougalobougou, Sourou, Tenasso e Zoumahiri.